# Gabriele Gendotti
Gabriele Gendotti (* 10. Oktober 1954 in Faido) ist ein Schweizer Politiker (FDP) und Tessiner Staatsrat.

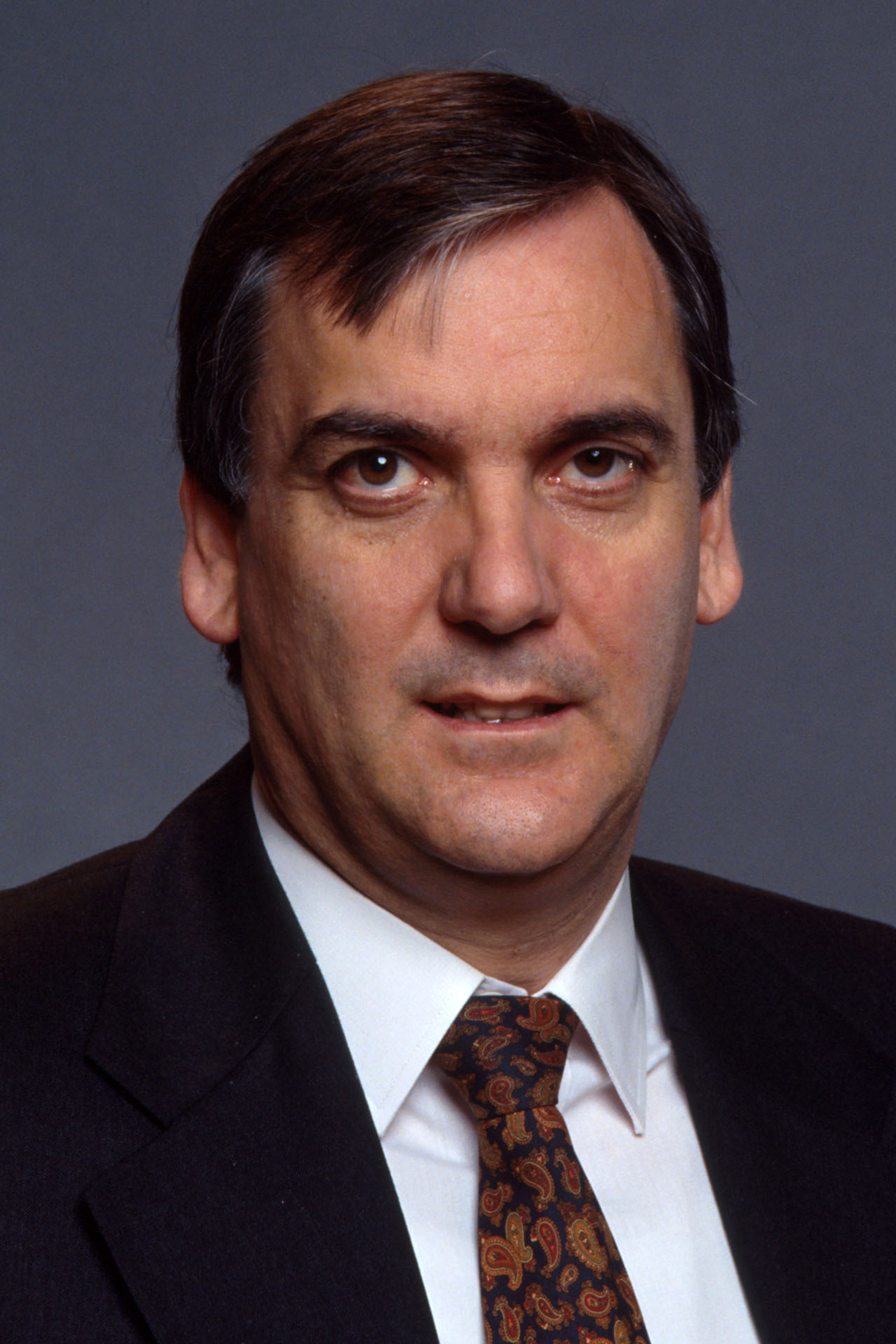
Gabriele Gendotti, 1999

## Leben
Gendotti studierte Jurisprudenz in Zürich und wurde danach Advokat und Notar. Er war von den Wahlen im Oktober 1999 bis zum August 2000 im Nationalrat.
Von 2000 bis 2011 war er Mitglied der Kantonsregierung des Kantons Tessin.
2012 wurde er zum Präsidenten des Stiftungsrats des Schweizerischen Nationalfonds gewählt und wiedergewählt im Jahr 2016 und seit 2018 ist er Verwaltungsratspräsident der Schweizerischen Unfallversicherungsanstalt (Suva).
Gendotti war bis Januar 2019 Gemeinderat von Faido.